# Яргоров
Яргоров (укр. Яргорів) — село в Монастырисской городской общине Чортковского района Тернопольской области Украины.
Расположено на реке Золотая Липа, на западе района. Центр Яргоровского сельского совета.(до 2020 года)
В соответствии с распоряжением Кабинета Министров Украины от 12 июня 2020 года № 724 «р» Об определении административных центров и утверждении территорий территориальных общин Тернопольской области " вошло в состав Монастыриской городской общины.
Население на 2014 год составляет 532 человек. Почтовый индекс — 48331. Телефонный код — 3555.
Примерно к середине XX века к северу от Яргорова, под горой Зубрик был одноимённый Хутор. Впоследствии его жители из-за большой удаленности от села (ок. 4-5 км до центра) переселились в Яргоров.
Примерно к середине 1990-х гг. на юго-западе в урочище Шакова Долинка были два отдельных хозяйства.

## География
В середине села протекает река Золотая Липа (вытекает у Золочева, а в селе Золотая Липа впадает в Днестр), практически делит деревню на основных 4 улицы.
Выше против течения Золотой липы-село Коржова ниже — село Гранитное.
Самой высокой вершиной Яргорова является гора Шинтелив.
Интересным географическим объектом, который находится на территории села, водоем, что среди местных называется «Віднеско».

### Горы Деренова и Соколова
Горы Деренова и Соколова расположены на востоке Яргорова и образуют интересную панораму, которая поражает ещё с первого взгляда, когда только въезжаешь в село. В Яргорове ходит много интересного фольклора (стихов, песен) о двух горах-сестрах. «Деренова — Соколова были сестры, Деренова и Соколова любили заплестись». Название горы Деренова происходит, очевидно, от дерна, куста, что здесь массово распространен, особенно по юго-западных подножий Деренови. На северо-востоке горы на поверхность выходят известняки, которые из-за длительного выветривания и других сил природы сильно измельчились и изредка местные жители используют его для своих нужд. Стоит отметить, что восточная часть имеет отвесное подножие, известняковые выходы обезлесены, а южная часть горы переходит в своеобразный хребет. Отдельным жёлобом Деренова отделяется от Соколовы.
Гора Соколова находится слева от Дереновы (если смотреть из села). Одна из версий названия Соколова происходит от того, что в лесах горы гнездилось много соколов. Ходит также легенда, что ещё в древние времена, когда на Земле жили люди великаны один брат рубил лес на Деренове, а второй на Соколове. Один попросил у другого топор и тот с горы на гору передал брату топор.

### Гора Зубрик
Гора Зубрик расположена на севере села и представляет собой своеобразный небольшой хребет, что простирается с севера на юг на несколько сотен метров. Западный склон горы очень крутой и покрыт смешанным лесом (сосна, бук, береза). В некоторых местах почва покрыта мхом.

### Имшина
Имшина-одна из самых длинных горных прядей деревни Яргоров. Имшина простирается с востока на юго-запад в сторону села Гранитное. Северо-восток хребта стремительный, покрытый лесом. Река Золотая Липа является своеобразной естественной преградой между Имшиной и собственно территорией села. Среди долгожителей села сохранились свидетельства, что именно со стороны Имшины на территорию Яргорова ворвались орды татар, что в древности делали набеги на украинские земли. Примерно посередине Имшина есть пологий овраг, который называют Провалом (происходит от того, что именно здесь «провалились» татары в село).
Также в Яргорове водятся такие местные названия отдельных местностей: Зогумінки, Ловий Угол, Лушки, Юськив Ров, Засадки, Сасова, Шинтелів, Крымина, Піддовжиків, Общественная Гуща, Водники, Частогруші, Померки, Юстинин Ров, Ксьонзова Гуща, Підбучина, Жиливузи, Водники, Средний Лан, Лина, Підліна (2 последние вместе с селом Коржова)

#### Остров на Золотой Липе
Вверх против течения реки Золотая Липа за 1-1,5 км в северном, северо-западном направлении Яргорова есть небольшой остров, который, скорее всего, образовался здесь сразу после мелиоративных работ, что велись ещё во времена СССР. С виду имеет ок. 50-80 м2, во время наводнений — меньше и сформирован из нанесенного ила и песка. Покрыт растительностью и в основном ивами.

## Происхождение название
Название, по местной легенде, происходит от слов «Яр горел», потому что якобы в древности, когда татары напали на село, уничтожили много людей и их состояние, разошелся большой дым. Жители соседних деревень переспрашивались между собой: «что случилось? Откуда этот дым?», а им отвечали: «Это овраг горел». Отсюда и пошло название села. Кроме легенды, существует другое мнение — о происхождении названия от древнеславянского имени Яргор.

## История
Вблизи села обнаружены археологические памятники периодов позднего палеолита, трипольской и голиградской культур.
Первое письменное упоминание-1458 год
Упоминается 23 октября 1475 года в книгах Галицкого суда.
В налоговом реестре 1515 года в селе документируется мельница и 4 поля (около 100 га) обрабатываемой земли и ещё 3 поля временно свободной.
По преданию, в древности в южной части современного села существовал городок Скоков, который уничтожили татары.
В западной части современного Яргорова было поселение Водники.
Летом 1915 г. Ягоров находился во фронтовой полосе между австро-Венгерской и российской армиями.
В середине XX века в селе насчитывалось более 1100 жителей.
В течение 1962⁣ — ⁣1966 село принадлежало к Бучацкого района. После ликвидации Монастыриского района 19 июля 2020 года село вошло в Чертковский район.

## Достопримечательности
- В селе существовала церковь святой Параскевы (1808, которая находилась на старом кладбище и была сожжена, а в 1928) построена новая церковь, которая носит название Успения Пресвятой Богородицы.
- Насыпана символическая могила Борцам за свободу Украины (1990-е)
- Памятный крест в честь отмены барщины.
- Ботанические памятники природы местного значения: Яргоровская бучина № 1, Яргоровская бучина № 2 и Яргоровская бучина № 3.

## Социальная сфера
Работают СОШ 1-2 ступеней, клуб, библиотека, ФАП, сельский союз «Яргорівська», торговое заведение.
В селе действует футбольная команда «ФК Яргорів», которая 24 мая 2009 года играла в финале кубка Монастырисского района против команды Слобідки (потерпела поражение 1:4). До этого времени футболисты Яргорова выиграли в Гончаровки (2:0) и на центральном стадионе района у команды «Опілля» (Горожанка) со счетом 3:2.

## Интересный факт
Летом 1957 года на реке Золотой Липе, что протекает серединой Яргорова был зафиксирован самый большой паводок в Украине. В течение несколько часов в основном на территории соседнего Подгаецкого района выпало аномально большое количество осадков, что повлекло паводок на реках Золотая Липа и Коропец.